# Émile Cheysson
Pour les articles homonymes, voir Cheysson.
Émile Cheysson est un ingénieur et réformateur social français, né à Nîmes (Gard) le 18 mai 1836 et mort à Leysin (Suisse) le 7 février 1910. Ingénieur des ponts et chaussées, il a partagé sa carrière entre l'administration française (service de la navigation de la Seine) et l'industrie (Schneider et Cie). Il a joué un rôle important dans l'institutionnalisation de la statistique en France et a notamment édité pour le ministère des Travaux publics des Albums de statistique graphique qui sont considérés comme des exemples de visualisation de données.
Il participe auprès de Frédéric Le Play à l'organisation de l'Exposition universelle de 1867. Il est ensuite directeur des usines du Creusot, professeur d'économie politique et sociale à l'École libre des sciences politiques et professeur d'économie industrielle à l'École des mines, puis inspecteur général des ponts et chaussées.

## Biographie

### Jeunesse et études
Polytechnicien de la promotion 1854, Émile Cheysson intègre ensuite le corps des ponts et chaussées,.

### Parcours professionnel
Il est d’abord ingénieur à Reims (en 1859) et s'occupe de la régulation de la Marne, du Canal de l'Aisne à la Marne, de l'alimentation en eau de la ville d’Épernay. 
Émile Cheysson rencontre Frédéric Le Play en 1864, devient son adjoint pour la préparation de l'Exposition universelle de 1867. Il propose une organisation de l'espace rationnelle et géométrique dans laquelle chacun des différents pays occupe une tranche d'une surface circulaire et où chacun des cercles concentriques est consacré à un domaine d'activité différent. Le spectateur peut alors suivre une nation particulière en allant du centre à l'extérieur ou un domaine particulier en faisant le tour du cercle,.
En 1870, il achète à Chiroubles un domaine viticole qui porte aujourd'hui son nom.
Pendant le siège de Paris, entre octobre 1870 et janvier 1871, il est responsable du service des moulins et s'occupe de trouver un système permettant de fabriquer de la farine pour nourrir la population parisienne. Le 18 mars 1871, il quitte Paris pour rejoindre Versailles. De 1871 à 1874, il est directeur des usines du Creusot.
En 1874, il revint aux Ponts-et-Chaussées et devint ingénieur de la Seine à Vernon.
En 1877, il est nommé directeur du service des cartes et plans au ministère des Travaux publics. Il crée alors le Bulletin de statistique et législation comparée et l’Album de statistique graphique. L’Album de statistique graphique paraît annuellement de 1879 à 1895 puis tous les deux ans de 1895 à 1899. Ces albums sont considérés par les historiens de la visualisation de données comme l'apogée de l'art de la visualisation de données à la française,,.
Avec Pierre Émile Levasseur, Alfred de Foville et Jacques Bertillon, il milite au sein de la société de statistique de Paris pour l'institutionnalisation de la statistique administrative. Leur combat mène en 1885 à la création du Conseil supérieur de statistique qui coordonne l'action des services statistiques ministériels.
Lors de l'exposition universelle de 1889, il organise avec Léon Say la première exposition d'économie sociale.
Inspecteur général des ponts et chaussées, il prend sa retraite en 1906, après avoir représenté la France à de nombreux congrès et expositions.

### Enseignement et activités connexes
De 1868 à 1870, Émile Cheysson est chargé du cours de littérature administrative à l'École des ponts et chaussées, dont il est le directeur en 1879. De 1885 à 1905, il donne un cours d'économie industrielle à l'École des mines de Paris. De 1882 à 1906, il enseigne l'économie politique puis l'économie sociale à l'École libre des sciences politiques,. Pierre Rain commente l'enseignement de Cheysson au sein de Sciences Po en écrivant que « reprenant la tradition d'Adam Smith, [il] insistait sur le rôle respectif du capital et du travail, de la production, de la répartition, de la circulation des richesses ».
Avec Jules Siegfried, Léon Say et Aldebert de Chambrun, Émile Cheysson est l'un des fondateurs du Musée social. 
Il est élu membre de l'Académie des sciences morales et politiques en 1901 dans le fauteuil de Maurice Block,.
Émile Cheysson est l'auteur d'un grand nombre d'articles et de conférences dont la majeure partie a été réunie sous le titre Œuvres choisies, parues en deux volumes aux éditions A. Rousseau à Paris en 1911.

### Famille
Émile Cheysson est le grand-père de Claude Cheysson, également polytechnicien (promotion 1940), notamment ministre des Relations extérieures au début de la présidence de François Mitterrand, de 1981 à 1984.

## Albums de statistique graphique
Les albums de statistique graphique comprennent des « planches de fondation », destinées à être mises à jour chaque année de manière à pouvoir être comparées, et des « planches spéciales », destinées à développer des points spécifiques. Les planches de fondation portent essentiellement sur le chemin de fer et les voies de navigation. Les planches spéciales portent sur des thèmes plus variés.
Dans les albums de statistique graphique, on trouve essentiellement des diagrammes et des cartogrammes. Les diagrammes sont destinés à représenter les variations temporelles du fait considéré alors que les cartogrammes permettent de représenter les variations spatiales.
L'album de statistique graphique a été distingué du prix Montyon de statistique en 1883.

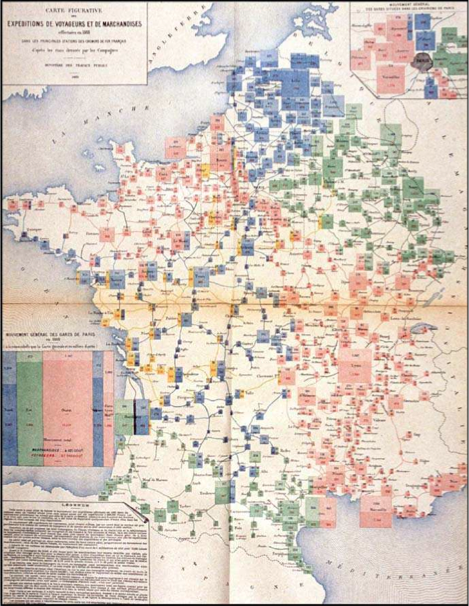
Expéditions de voyageurs et de marchandises, Album de statistique graphique, 1884.
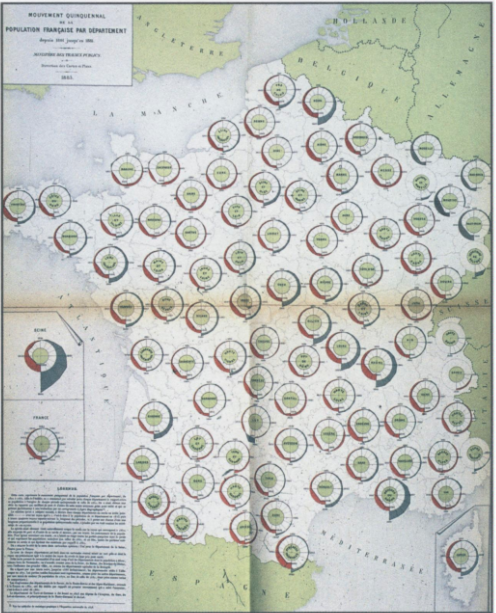
Mouvement quinquennial de la population par département depuis 1801 jusqu'en 1881. Dans la terminologie d'Émile Cheysson, il s'agit d'un « cartogramme à foyers diagraphique »[11].
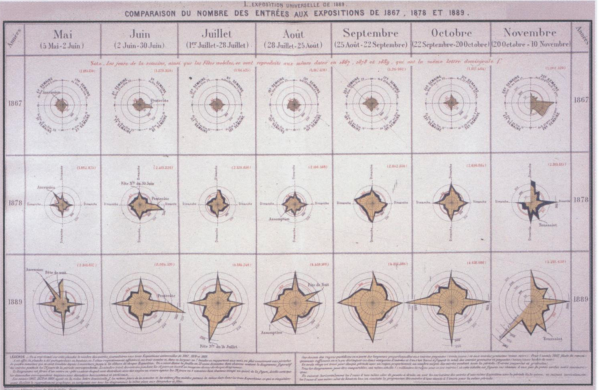
« Comparaison du nombre des entrées des expositions universelles de 1867, 1878 et 1889 », Album de statistique graphique, 1889.
« Recettes brutes des théâtres et spectacles de Paris de 1878 à 1889 », Album de statistique graphique, 1889.
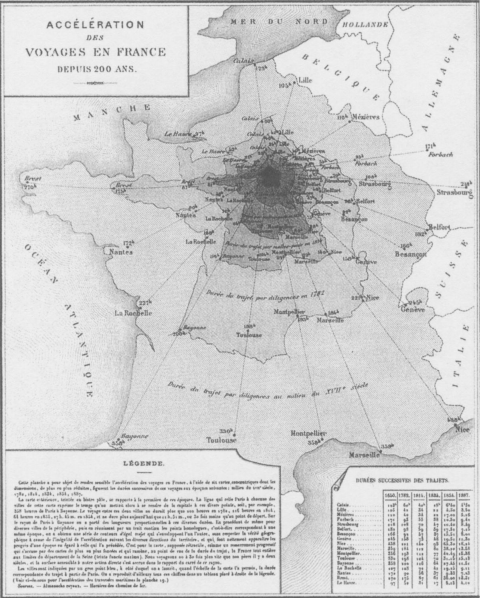
« Accélération des voyages en France depuis 200 ans », Album de statistique graphique, 1888.
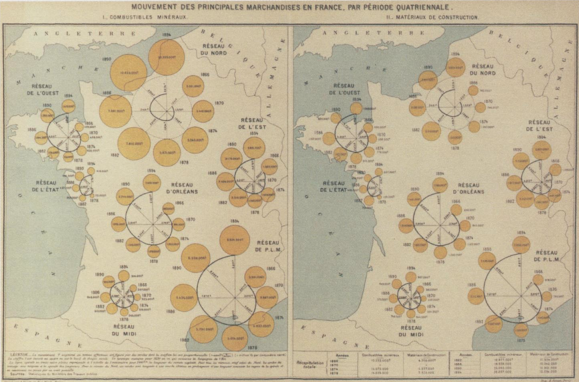
« Mouvement des principales marchandises en France, par période quadriennale », Album de statistique graphique, 1895-1896.
Recettes des lignes d'omnibus à Paris

## Publications
- 1871 : « La famille souche du Lavedan, de 1856 à 1869 » dans Frédéric Le Play, L'organisation de la famille, selon le vrai modèle signalé par l'histoire de toutes les races et de tous les temps, 2e éd, 1907.
- 1877 : Les Ouvriers et les réformes nécessaires.
- 1878 : « Les méthodes de statistique graphique à l’exposition universelle de 1878 », Journal de la société de statistique de Paris, p. 323-333, pdf.
- 1878-1899 : Album de statistique graphique du ministère des Travaux publics
  - 1880 : Album de statistique graphique, voir en ligne sur le site de la Collection de cartes  historiques de David Rumsey (en)
- (en coll. avec Focqué) Cent budgets de famille (ouvrage couronné du prix Montyon)
- 1882 : « L'École polytechnique et les boursiers », Journal de la société de statistique de Paris, p. 333-334, pdf.
- 1882 : « Rapport fait à la société de statistique de Paris : Le conseil supérieur de statistique en France », Journal de la société de statistique de Paris, p. 1-16, supplément, pdf.
- 1884 : La Circulation sur les routes nationales d'après les comptages de 1882, Nancy, 1884.
- 1884 : Le Salaire au point de vue statistique, économique et social,  Rapport à la Société d'économie sociale.
- 1886 : La Question des habitations ouvrières en France et à l'étranger. La situation actuelle, ses dangers, ses remèdes.
- 1887 : Le recensement des professions, rapport au Conseil supérieur de statistique, Paris, Imprimerie nationale.
- 1887 : » La Statistique géométrique : ses applications industrielles et commerciales », Le Génie civil, 1887, pages 206-210.
- 1887 : « La Monographie d'atelier », La Réforme sociale, mai 1887.
- 1889 : « L'Économie sociale à l'Exposition universelle de 1889 », Communication faite au Congrès d'économie sociale le 13 (1889) : 22.
- 1890 : Émile Cheysson, « L'Album de statistique graphique publié par le ministère des Travaux publics », Journal de la société de statistique de Paris, no 31,‎ 1890, p. 11-23 (lire en ligne).
- 1890 : Les Budgets comparés des cent monographies de famille publiées d'après un cadre uniforme dans « Les Ouvriers européens » et « les ouvriers des deux mondes », 1890.
- 1890 : L'enseignement de la statistique, rapport au Conseil supérieur de statistique, Paris, Imprimerie nationale
- 1891 : L'affaiblissement de la natalité française, ses causes, ses remèdes,  Observations présentées devant la société d'économie sociale le 15 avril 1891.
- 1892 : « La machine électrique à recensement », Journal de la société de statistique de Paris, p.87, pdf.
- 1895 : La famille-souche du Lavedan, de 1869 à 1883.
- 1896 : « La question de la population en France », Revue politique et parlementaire, octobre 1896.
- 1896 : Frédéric Le Play : l'homme, la méthode, la doctrine, Guillaumin, 1896.
- 1897 : L'Homme social et la colonisation.
- 1897 : Émile Cheysson, « Le Rôle social de l'ingénieur : réception par la Société des ingénieurs civils de France », dans Frédéric Le Play, Naissance de l'ingénieur social : Les ingénieurs des mines et la science sociale au XIXe siècle, Paris, Presses des Mines, 2008 (1re éd. 1897) (lire en ligne), p. 294-307.
- 1898 : « Les accidents du travail », La Réforme sociale, Paris : Guillaumin.
- 1898 : Le Dimanche et l'initiative privée.
- 1898 : Émile Cheysson, « Coopération et mutualité : Une conférence d’Émile Cheysson en 1898 », Vie sociale, no 7,‎ mars 2014, p. 152 (ISBN 9782749242118, DOI 10.3917/vsoc.143.0109).
- 1900 : « Les Rapports des lois d'assurances ouvrières et de la santé publique », Congrès international des accidents du travail et des assurances sociales, Paris.
- 1902 : « L'évolution des idées et des systèmes de retraite », La Réforme sociale
- 1903 : Le Confort du logement populaire, 1903, pdf
- 1903 : « Rapports sur les statistiques de la mutualité et de la criminalité », Bulletin du Conseil supérieur de statistique, no 8
- 1903 : « L'Influence des lois successorales sur l’expansion de la race », La Réforme sociale
- 1904 : La famille, l'association et l'État
- 1905 : Rapport sur la statistique des accidents du travail, Conseil supérieur de statistique.
- 1905 : Les Retraites ouvrières
- 1905 : Les Cités-jardins, par M. Émile Cheysson,…, H. Jouve, 1905
- 1908 : Les écoles ménagères à l'étranger et en France, Arthur Rousseau, avec Augusta Moll-Weiss, Marie de Gottrau-Watteville et alii
- 1911 : Œuvres choisies, 2 tomes, Paris, Arthur Rousseau
- 1911 : Poésies
- 1994 : Les Mélouga. Une famille pyrénéenne au XIXe siècle avec Frédéric Le Play, Bayard et Fernand Butel, Nathan 1994 avec postface d'Alain Chenu